# Дундуа Михайло Самсонович
Михайло Самсонович Дундуа (9 червня 1926, село Марані, тепер Абашський муніципалітет, Грузія — 5 вересня 2002, місто Батумі, Аджарія, Грузія) — грузинський радянський діяч, інженер, бригадир складальників Батумського машинобудівного заводу Аджарської АРСР. Депутат Верховної Ради СРСР 5-го скликання.

## Життєпис
У 1940 році вступив до комсомолу. У 1943 році закінчив Батумське ремісниче училище № 4.
У 1943—1946 роках — слюсар Батумського судноремонтного заводу № 4 імені Серго Орджонікідзе.
У 1946—1968 роках — слюсар, бригадир складальників складального цеху Батумського машинобудівного заводу Аджарської АРСР. Новатор виробництва та раціоналізатор.
Член КПРС з 1954 року.
У 1968 році заочно закінчив Грузинський сільськогосподарський інститут.
З 1968 року — начальник складального цеху Батумського машинобудівного заводу Аджарської АРСР.
Потім — на пенсії в місті Батумі. 
Помер 5 вересня 2002 року в місті Батумі. 

## Нагороди і звання
- орден Трудового Червоного Прапора (19.02.1974)
- Заслужений раціоналізатор Аджарської АРСР (19.10.1990)
- медалі